# A macskám, a családom és a fiúk
A macskám, a családom és a fiúk (eredeti címe: Angus, Thongs and Perfect Snogging; alternatív címe: Angus, Thongs and Full-Frontal Snogging) 2008-as romantikus filmvígjáték Gurinder Chadha rendezésében. A film Louise Rennison 2000-es It's OK, I'm Wearing Really Big Knickers című könyvén alapul. A főszerepben Georgia Groome, Alan Davies, Karen Taylor, Aaron Taylor-Johnson és Eleanor Tomlinson látható.

## Rövid történet
A cselekmény középpontjában a 14 éves Georgia Nicholson (Groome) áll, aki megpróbál szerezni magának egy barátot, miközben a születésnapi buliját szervezi.

## Szereplők
- Georgia Groome: Georgia Nicolson
- Aaron Johnson: Robbie Jennings
- Karen Taylor: Connie Nicolson
- Alan Davies: Bob Nicolson
- Eva Drew: Liberty "Libby" Nicolson
- Eleanor Tomlinson: Jas
- Manjeeven Grewal: Ellen
- Georgia Henshaw: Rosie
- Kimberley Nixon: Lindsay Marlings
- Sean Bourke: Tom Jennings
- Tommy Bastow: Dave
- Liam Hess: Peter Dyer
- Matt Brinkler: Sven
- Steve Jones: Jem
- A Stiff Dylans együttes: önmaguk
- Ray Shirley: nő
- Benny és Jimmy: Angus, a macska

## Fogadtatás
A Rotten Tomatoes honlapján 73%-ot ért el 26 kritika alapján, és 5.9 pontot szerzett a tízből.
A kritikusok dicsérték Georgia Groome színészi játékát.